# Cristina Coto
Cristina Coto de la Mata (Sotrondio, 6 de marzo de 1970) es una abogada y política española. Entre 2015 y 2018 fue presidenta de Foro Asturias. Es concejal y portavoz de Vox en el Ayuntamiento de Oviedo entre el 15 de junio de 2019 y el 17 de junio de 2023.

## Biografía
Coto nació el día 6 de marzo de 1970, en Sotrondio, municipio de San Martín del Rey Aurelio. Estudió Derecho en la Universidad de Oviedo.
Se afilió a las Nuevas Generaciones del Partido Popular de Asturias en 1994. En 1999, tras la celebración de un congreso regional, pasa a ocupar el cargo de secretaria de organización municipal  del partido. En 2002 es nombrada coordinadora de organización del PP de Asturias. Es elegida diputada del Grupo Parlamentario Popular en la Junta General del Principado de Asturias tras las elecciones autonómicas de 2003, renovando su escaño en 2007.
El 3 de febrero de 2011 Coto abandona su escaño en la Junta General y decide darse de baja en el PP para afiliarse a Foro Asturias, un partido regional de reciente creación, fundado por el exministro del PP Francisco Álvarez-Cascos. Dicho partido logra hacerse con el gobierno del Principado de Asturias tras las elecciones autonómicas de 2011, y Coto vuelve a la Junta General, esta vez como diputada de Foro. Coto es designada portavoz parlamentaria de Foro en noviembre de 2011.
Foro Asturias pierde la presidencia del Principado tras la celebración de unas elecciones autonómicas anticipadas en 2012, pero Coto mantiene su escaño y su cargo como portavoz.
En febrero de 2015 Álvarez-Cascos anuncia su decisión de no volver a presentarse como candidato a la presidencia del Principado de Asturias durante las elecciones autonómicas de 2015, y dimite como presidente de Foro Asturias. Coto es elegida nueva presidenta del partido en un congreso celebrado el 14 de marzo de 2015.
En dichas elecciones, en las que Coto se presenta como cabeza de lista de Foro, la formación obtiene 3 diputados. Ejerce de portavoz del partido en la Junta General del Principado de Asturias.
Dimitió como presidenta de Foro el 15 de junio de 2018, por discrepancias con la dirección, y también abandonó la dirección del grupo parlamentario de Foro en la Junta. Le sucede de manera provisional Pedro Leal.
En enero de 2019 se desveló que será candidata a la alcaldía de Oviedo por Vox en las elecciones municipales de mayo de ese año. Conseguiría 2 escaños de 27 y se convertiría en portavoz de su formación en el Pleno del Ayuntamiento.
De cara a las elecciones municipales de 2023, no fue designada de nuevo como candidata de Vox a la alcaldía, cargo otorgado a Sonsoles Peralta. Tampoco apareció en las listas electorales, por lo que no pudo optar a la reelección.

## Vida personal
En 2007 fue protagonista de un incidente de acoso dentro de las filas del PP. La entonces diputada regional popular denunció a un compañero y dirigente del PP gijonés y asturiano, Luis Madiedo, alegando sufrir vejaciones.
Coto habría recibido durante meses mensajes y llamadas telefónicas por parte de Madiedo de contenido político y personal, por las que decía sentirse vigilada. Madiedo fue condenado por una falta a pagar 20 euros a Coto durante 20 días y a no acercarse a más de 500 metros de su persona durante 6 meses.
El ocho de octubre de 2016 contrajo matrimonio civil con un expiloto de rallies, José Bernardo Pino.
Fue colaboradora del periódico en asturiano Les Noticies.